# Nisa (West-Nusa Tenggara)
Nisa is een bestuurslaag in het regentschap Bima van de provincie West-Nusa Tenggara, Indonesië. Nisa telt 2970 inwoners (volkstelling 2010).